# NGC 515
NGC 515 je galaksija u zviježđu Ribe.

## Vanjske poveznice
- SEDS: NGC 0515